# Marcellina (Santa Maria del Cedro)
Marcellina è una frazione del comune italiano di Santa Maria del Cedro, nella provincia di Cosenza, in Calabria.

## Storia

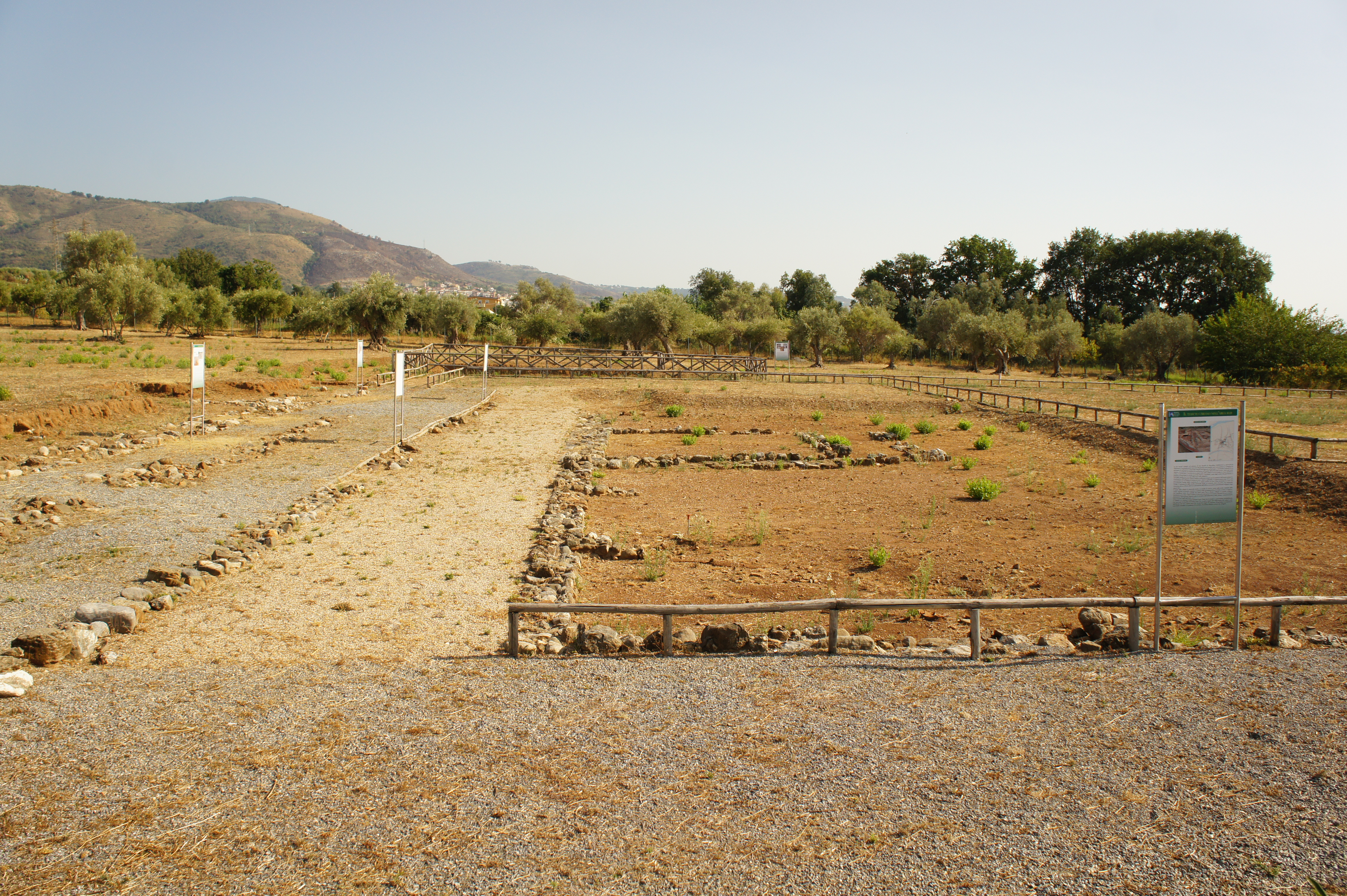
Parco archeologico di Laos

In prossimità dell'abitato vi sono alcuni ritrovamenti archeologici III-IV secolo a.C. e, poco più ad est, sulla vecchia SS 18, i resti di una ampia dimora, di incerta datazione. Marcellina è infatti il naturale sviluppo della città magnagrecia di Laos (Λάος in greco), i cui resti della città si trovano sul colle San Bartolo. L'antica città fu fondata dagli abitanti di Sibari che furono fuggiti dalla distruzione della loro città, avvenuta nel 510 a.C. in seguito alla guerra contro Crotone.
Due sono le feste patronali di Marcellina: il Sacro Cuore di Gesù si festeggia il 6 e il 7 di giugno, mentre San Marcellino si festeggia la seconda domenica di agosto.

## Geografia fisica
Comunità di circa 2 700 abitanti, posto a circa 5 km dalla sede del comune, verso il comune di Scalea, e in prossimità del fiume Lao e il fiume Abatemarco, con attività prevalentemente agricola.

## Infrastrutture e trasporti
Marcellina è nota anche come Verbicaro Scalo, in quanto sede della stazione di Marcellina-Verbicaro-Orsomarso, sulla linea Battipaglia-Reggio di Calabria ed in passato appartenente al Comune di Verbicaro.